# تشارلز مانسن
تشارلز ميلز مانسون (بالإنجليزية: Charles Milles Manson) (12 نوفمبر 1934 -19 نوفمبر 2017) هو زعيم إجرامي وطائفي أمريكي. في منتصف عام 1967، شكل ما أصبح يعرف باسم «عائلة مانسون»، ومقرها كاليفورنيا. ارتكب أتباعه سلسلة من تسع جرائم قتل في أربعة مواقع في يوليو وأغسطس 1969. وفقًا لمفوض لوس أنجلوس، تآمر مانسون لبدء حرب عرقية، على الرغم من أنه مشكوك في هذا الدافع. في عام 1971، أدين بجريمة قتل 7 أشخاص والتآمر للقتل من الدرجة الأولى. اعترف الادعاء بأن مانسون لم يأمر حرفياً بجرائم القتل، لكنهم زعموا أن إيديولوجيته تشكل فعلًا مؤامرة صريحة. كما أدين مانسون بتهمة القتل من الدرجة الأولى لقتل غاري هينمان ودونالد شي.
كان مانسون مدانًا سابقًا عاطلاً عن العمل قضى أكثر من نصف حياته في المؤسسات الإصلاحية في الوقت الذي بدأ فيه في تأسيس طائفته. قبل جرائم القتل، كان مغنيًا وكاتبًا مغمورًا للأغاني في لوس أنجلوس، بشكل رئيسي من خلال صداقته مع دنيس ويلسون من فرقة بيتش بويز. في عام 1968، أنتجت فرقة بيتش بويز أغنيتين لمانسون وهما «توقفوا عن الوجود» و «لا تتعلموا أبدًا ألا تحبوا». لم يتسلم مانسون أي ربح مادي من هذه التسجيلات.
قال محامي مقاطعة لوس أنجلوس إن مانسون كان مهووسًا بالفرقة البيتلز، خاصةً الألبوم الذي يحمل عنوانه عام 1968 والمعروف باسم «الألبوم الأبيض». وادعى أنه يسترشد بتفسيره لكلمات فريق البيتلز وتبنى مصطلح «هيلتر سكيلتر» لوصف حرب سباق نهاية العالم الوشيكة. في المحاكمة، زعم الادعاء أن مانسون وأتباعه يعتقدون أن جرائم القتل ستساعد في تسريع تلك الحرب. أصرت المقابلات المعاصرة الأخرى وأولئك الذين شهدوا خلال مرحلة العقوبة في محاكمة مانسون على أن جرائم القتل كانت جرائم مقلدة تهدف إلى تبرئة صديق مانسون بوبي بوسولي.
منذ بداية شهرة مانسون، نشأت ثقافة شعبية حوله وأصبح رمزًا للجنون والعنف والمروعة. تم إصدار التسجيلات تجاريًا للأغاني التي كتبها وأداها مانسون، (بدءا بالكذب: عبادة الحب والإرهاب 1970). قام العديد من الموسيقيين بإعادة غناء بعض أغانيه. حُكم على مانسون في الأصل بالإعدام، ولكن تم تخفيف عقوبته إلى الحياة مع إمكانية الإفراج المشروط بعد أن أبطلت المحكمة العليا في كاليفورنيا قانون عقوبة الإعدام في الولاية في عام 1972. وقد قضى عقوبة السجن المؤبد في سجن ولاية كاليفورنيا، كوركوران وتوفي عن عمر 83 عامًا في أواخر عام 2017.

## 1934 - 1967: النشأة

### الطفولة
ولد تشارلز مانسون في 12 نوفمبر 1934، في خارج نطاق الزواج، لكاثلين مانسون باور كافندر التي كانت تبلغ من العمر 16 عامًا، في مركز الصحة الأكاديمية بجامعة سينسيناتي في سينسيناتي بولاية أوهايو. تحت اسم تشارلز ميليس مادوكس.
يبدو أن والد مانسون البيولوجي كان الكولونيل ووكر هندرسون سكوت (1910-1954) من كاتلتسبورغ، كنتاكي، الذي رفعت كاثلين مادوكس دعوى أبوة أدت إلى حكم متفق عليه في عام 1937. ربما لم يكن مانسون قد عرف أباه البيولوجي. عمل سكوت بشكل متقطع في المطاحن المحلية، وكان له سمعة محلية كمحتال. سمح لمادوكس بالاعتقاد بأنه كان عقيدًا في الجيش، على الرغم من أن «العقيد» كان مجرد اسمه المحدد. عندما أخبرت مادوكس سكوت أنها حامل، أخبرها أنه تم استدعاؤه من قبل الجيش. بعد عدة أشهر أدركت أنه لا ينوي العودة.
في أغسطس 1934، قبل ولادة مانسون، تزوجت مادوكس من ويليام يوجين مانسون (1909-1961)، الذي تم إدراج مهنته في شهادة ميلاد تشارلز كـ «عامل» في أعمال التنظيف الجاف. استمرت مادوكس في الإسراف في الشرب لعدة أيام في وقت واحد مع شقيقها لوثر، تاركه تشارلز مع مجموعة متنوعة من المربيات. وقع الطلاق بين الزوجين في 30 أبريل 1937، عندما قبلت المحكمة تهمة مانسون «الإهمال الجسيم».
في 1 أغسطس 1939، أمضت صديقة مادوكس وصديقة لوثر جوليا فيكرز المساء في الشرب مع فرانك مارتن، أحد المعارف الجدد الذي بدا أنه ثري. قرروا سرقته، واتصلت مادوكس بشقيقها للمساعدة. لقد كانوا لصوص غير محترفين، وتم العثور عليهم واعتقالهم في غضون ساعات. في المحاكمة بعد سبعة أسابيع، حُكم على لوثر بالسجن لمدة عشر سنوات، وحُكم على كاثلين بالسجن خمس سنوات. تم وضع مانسون في منزل لأقربائه في ماكميشن، فيرجينيا الغربية. تم إطلاق سراح والدته في عام 1942. ووصف مانسون الأسابيع الأولى بعد عودتها من السجن بأنها أسعد وقت في حياته.
انتقلت عائلة مانسون إلى تشارلستون، فيرجينيا الغربية، حيث كان مانسون كثير الغياب عن المدرسة وكانت أمه تقضي أمسياتها في الشرب. تم القبض عليها بتهمة السرقة، ولكن لم تتم إدانتها. بعد انتقالها إلى إنديانابوليس، بدأت مادوكس في حضور اجتماعات مدمني الكحول المجهولين حيث التقت بمدمن كحول يدعى لويس، تزوجته في أغسطس 1943.

### الجُنحالأولى
في مقابلة مع ديان سوير، قال مانسون إنه عندما كان في التاسعة من عمره، أضرم النار في مدرسته. بدأ مانسون أيضًا في الدخول في مشاكل مع المحاكم، بسبب التغيب عن المدرسة والسرقة البسيطة. حاولت المحكمة في البداية وضع مانسون في منزل حاضن، لكنها لم تجد واحدة. في عام 1947، في سن الثالثة عشرة، تم وضع مانسون في مدرسة جيبولت للبنين في تير هوت، إنديانا، وهي مدرسة للجانحين الذكور يديرها كهنة كاثوليك.
كانت جيبوت مدرسة صارمة، حيث تضمنت العقوبة حتى أصغر مخالفة الضرب إما عن طريق مجداف خشبي أو حزام جلدي. هرب مانسون من المدرسة، ونام في الغابة، تحت الجسور، وفي أي مكان آخر يمكنه العثور على مأوى.
فر مانسون إلى منزل والدته، وقضى عيد الميلاد عام 1947 في ماكميشين، في منزل خالته وعمه. أعادته والدته إلى جيبوت. بعد عشرة أشهر، هرب إلى إنديانابوليس.
في عام 1948، في إنديانابوليس، ارتكب مانسون جريمته المعروفة الأولى بسرقة متجر بقالة. في البداية كانت السرقة ببساطة هي العثور على شيء للأكل. ومع ذلك، وجد مانسون صندوقًا للسيجار يحتوي على ما يزيد قليلاً عن مائة دولار، وأخذ المال. استخدم المال لاستئجار غرفة في نُزل ولشراء الطعام. لبعض الوقت، حاول مانسون الذهاب مباشرة من خلال الحصول على وظيفة توصيل رسائل لشركة ويسترن يونيون. ومع ذلك، بدأ بسرعة لتكملة أجره بالسرقة.
تم القبض عليه في نهاية المطاف، وفي عام 1949، أرسله قاضٍ متعاطف إلى بويز تاون، وهو دار للأحداث في أوماها، نبراسكا. بعد أربعة أيام في الدار، سرق هو وشخص آخر سيارة وحصلوا بطريقة ما على مسدس. استخدموه لسرقة متجر بقالة وكازينو، حيث شقوا طريقهم إلى منزل عم نيلسون في بيوريا، إلينوي.
كان عم نيلسون لصًا محترفًا، وعندما وصل الأولاد، يبدو أنه أخذهم كمتدربين. تم القبض على مانسون بعد ذلك بأسبوعين خلال محاولته لسرقة أحد المتاجر. في التحقيق الذي أعقب ذلك، كان على صلة بسرقتين مسلحتين سابقتين. تم إرساله إلى مدرسة إنديانا للبنين، مدرسة إصلاح صارمة.
في المدرسة، اغتصب طلاب آخرون مانسون بتشجيع من أحد الموظفين، وتعرض للضرب المتكرر. هرب من المدرسة ثماني عشرة مرة. أثناء وجوده في المدرسة، طور مانسون تقنية للدفاع عن النفس أطلق عليها فيما بعد «اللعبة المجنونة». عندما كان غير قادر جسديًا على الدفاع عن نفسه، كان يصرخ ويصرخ ويلوح بذراعيه لإقناع المعتدين بأنه مجنون. بعد عدد من المحاولات الفاشلة، هرب مع صبيين آخرين في فبراير 1951.
كان الهاربون الثلاثة يحاولون القيادة إلى كاليفورنيا في سيارات مسروقة عندما تم القبض عليهم في ولاية يوتاه. لقد سرقوا عدة محطات تعبئة وقود على طول الطريق. إن قيادة سيارة مسروقة عبر خطوط الولاية جريمة اتحادية تنتهك قانون داير. تم إرسال مانسون إلى مدرسة التدريب الوطنية للبنين في واشنطن العاصمة. عند وصوله، تم إجراء اختبارات قياس الذكاء. كان أميًا، لكن معدل ذكائه كان 109 (كان المتوسط 100). اعتبره العاملين معتلًا اجتماعيا.

### السَجن لأول مرة
بناء على توصية من طبيب نفسي، تم نقل مانسون في أكتوبر 1951 إلى مخيم الجسر الطبيعي، وهو مؤسسة أمنية دنيا. زارته خالته وأخبرت الإداريين أنها ستسمح له بالبقاء في منزلها وستساعده في العثور على عمل. كان لدى مانسون جلسة استماع مشروطة كانت مقررة في فبراير 1952. ومع ذلك، في يناير، تم القبض عليه وهو يغتصب صبيا تحت تهديد السكين. تم نقل مانسون إلى الإصلاحية الفيدرالية في بطرسبورغ، فرجينيا. وهناك ارتكب «ثماني مخالفات تأديبية خطيرة، ثلاثة منها تنطوي على أفعال مثلية». ثم تم نقله إلى إصلاحية أمنية قصوى في أوهايو، حيث كان من المتوقع أن يبقى حتى الإفراج عنه في عيد ميلاده الحادي والعشرين في نوفمبر 1955. أدى السلوك الجيد إلى الإفراج المبكر في مايو 1954، للعيش مع عمته وعمه في مكميشن، غرب فرجينيا.
في يناير 1955، تزوج مانسون من موظفة مستشفى تدعى روزالي جان ويليس. في حوالي شهر أكتوبر، بعد حوالي ثلاثة أشهر من وصوله وزوجته الحامل إلى لوس أنجلوس في سيارة سرقها في ولاية أوهايو، اتهم مانسون مرة أخرى بارتكاب جريمة فيدرالية لأنه أخذ السيارة عبر خطوط الولاية. بعد تقييم الطب النفسي، تم إخضاعه للمراقبة لمدة خمس سنوات. أدى فشل مانسون في الظهور في جلسة استماع في لوس أنجلوس بتهمة متطابقة في فلوريدا إلى اعتقاله في مارس 1956 في إنديانابوليس. تم إبطال اختباره؛ حُكم عليه بالسجن ثلاث سنوات في جزيرة تيرمينال، سان بيدرو، كاليفورنيا.
أثناء وجود مانسون في السجن، أنجبت روزالي ابنهما تشارلز مانسون جونيور. وخلال سنته الأولى في جزيرة تيرمينال، تلقى مانسون زيارات من روزالي ووالدته، اللتين تعيشان الآن معًا في لوس أنجلوس. في مارس 1957، عندما توقفت زيارات زوجته، أبلغته والدته أن روزالي تعيش مع رجل آخر. قبل أقل من أسبوعين من موعد جلسة الإفراج المشروط، حاول مانسون الهروب بسرقة سيارة. وقد تم إخضاعه للمراقبة لمدة خمس سنوات وتم رفض الإفراج المشروط عنه.

### السجن للمرة الثانية
تلقى مانسون الإفراج المشروط لمدة خمس سنوات في سبتمبر 1958، وهو نفس العام الذي تلقت فيه روزالي مرسوم الطلاق. بحلول شهر نوفمبر، كان يقوم بالقوادة على فتاة تبلغ من العمر 16 عامًا وكان يتلقى دعمًا إضافيًا من فتاة ذات أبوين أثرياء. في سبتمبر 1959، أقر بأنه مذنب بتهمة محاولة صرف شيك مزور لخزانة الولايات المتحدة، والذي ادعى أنه سرق من صندوق بريد؛ تم إسقاط التهمة الأخيرة في وقت لاحق. وحكم عليه بالسجن لمدة 10 سنوات مع وقف التنفيذ تحت المراقبة بعد أن قامت شابة تدعى ليونا، لديها سجل اعتقال بتهمة البغاء، بتقديم «التماس مليء بالدموع» أمام المحكمة بأنها ومانسون «في حالة حب عميق... وسوف تتزوجه إذا تم إطلاق سراحه». قبل نهاية العام، تزوجت المرأة من مانسون، وربما لم يكن عليها مطالبة بالشهادة ضده.
أخذ مانسون ليونا وامرأة أخرى إلى نيو مكسيكو لأغراض البغاء، مما أدى إلى احتجازه واستجوابه لانتهاكه قانون مان. على الرغم من إطلاق سراحه، شك مانسون في أن التحقيق لم ينته. عندما اختفى عن الأنظار في خرق واضح لشروط الإفراج المشروط، صدر أمر من المحكمة. اتبعت لائحة اتهام لانتهاك قانون مان في أبريل 1960.
عندما ألقي القبض على إحدى النساء بسبب البغاء، تم القبض على مانسون في يونيو في لاريدو، تكساس، وتم إعادته إلى لوس أنجلوس. لمخالفته فترة المراقبة بتهمة صرف شيكات مسروقة، أعيدت له عقوبته البالغة عشر سنوات.
أمضى مانسون عامًا يحاول دون جدوى استئناف الحكم. في يوليو 1961، تم نقله من سجن مقاطعة لوس أنجلوس إلى سجن الولايات المتحدة في جزيرة ماكنيل، واشنطن. هناك، تعلم عزف الغيتار من زعيم عصابة باركر-كاربيس ألفين «كريبي» كاربيس، وحصل من سجين آخر على اسم جهة اتصال لشخص ما في يونيفرسال ستوديوز في هوليوود، فيل كوفمان.
وفقًا لكتاب السيرة الذاتية لمانسون للمؤلف جيف غوين الذي صدر في عام 2013، انتقلت والدته إلى ولاية واشنطن لتكون أقرب إليه أثناء سجنه في جزيرة ماكنيل، حيث عملت في مكان قريب كنادلة.
في عام 1963، حصل زوجته على الطلاق. وزعمت أنها انجبت منها ابنًا، تشارلز لوثر.
بحلول يوم الإفراج عنه في 21 مارس 1967، كان قد أمضى أكثر من نصف سنواته الـ 32 في السجون والمؤسسات الأخرى. كان هذا بشكل رئيسي لأنه خالف القوانين الفيدرالية. كانت الأحكام الفيدرالية، ولا تزال، أشد بكثير من عقوبات الدولة للعديد من الجرائم نفسها. وقال للسلطات إن السجن أصبح منزله، وطلب الإذن بالبقاء.

## 1968 - 1971: إنشاء العائلة، جرائم القتل والمحاكمة

### إنشاء العائلة
بمجرد خروجه من السجن، بدأ مانسون في جذب مجموعة من الأتباع، معظمهم من النساء، من جميع أنحاء كاليفورنيا. أطلق عليهم فيما بعد اسم عائلة مانسون.
كان أبرز الأعضاء في عائلة مانسون هم تشارلز «تاكس» واتسون، وهو موسيقي وممثل سابق؛ الموسيقي والممثل الإباحي السابق روبرت بوسولي؛ ماري برونر، أمينة مكتبة في السابق؛ سوزان أتكينز؛ ليندا كاسابيان باتريشيا كرينوينكل؛ وليزلي فان هوتين.

### جرائم القتل
خلال صيف عام 1969، أخبر مانسون أتباعه أنه ستكون هناك قريبًا حرب عرقية بين سكان أمريكا السود والسكان البيض. أشار مانسون إلى الحرب القادمة باسم «هيلتر سكيلتر».
في أوائل أغسطس 1969، شجع مانسون أتباعه على بدء هيلتر سكيلتر، من خلال ارتكاب جرائم القتل في منطقة لوس أنجلوس، وجعل عمليات القتل تبدو بدوافع عنصرية. اكتسبت عائلة مانسون شهرة وطنية بعد مقتل الممثلة شارون تيت وأربعة آخرين في منزلها في 8 و9 أغسطس 1969، ولينو وروزماري لابيانكا في اليوم التالي. نفذ تاكس واتسون وثلاثة أفراد آخرين من العائلة جريمتي قتل تيت ولابيانكا، بناء على تعليمات مانسون.
خلال محاكمته، لم يدن مانسون بالأمر صراحة بجرائم القتل، شكل سلوكه إدانة من الدرجة الأولى، وإدين بتهمة التآمر لارتكاب جريمة قتل. ويرجع ذلك إلى حقيقة أن إيديولوجيته لتحفيز حرب عرقية بقتل أولئك الذين اعتبرهم «خنازير» كانت «جزءًا أساسيًا من الحياة» للمشاركين.
كان أفراد العائلة مسؤولين أيضًا عن اعتداءات وسرقات وجرائم أخرى ومحاولة اغتيال رئيس الولايات المتحدة جيرالد فورد في ساكرامنتو على يد لينيت «سكويكي» فروم.
في حين يُعتقد في كثير من الأحيان أن مانسون لم يقتل أو يحاول قتل أي شخص بنفسه، هناك أدلة على أنه أطلق النار على تاجر مخدرات وتركه ليموت في 1 يوليو 1969، على الرغم من نجاة التاجر.

### المحاكمة
حاكمت ولاية كاليفورنيا مانسون بتهمة قتل تيت ولابيانكا في محاكمة واحدة، مع المتهمين الآخرين، ليزلي فان هوتن، سوزان أتكينز، وباتريشيا كرينوينكل. سيحاكم المتهم تاكس واتسون في وقت لاحق لأنه لم يتم تسليمه بعد من تكساس.
بدأت المحاكمة في 15 يوليو 1970. في 24 يوليو 1970 -في اليوم الأول من الشهادة -ظهر مانسون في المحكمة مع الصليب النازي محفورا على جبهته.
أثناء المحاكمة، قاطع مانسون والمتهمون معه الشهادة مراراً وتهكموا على الإجراءات. تم ترحيل جميع المتهمين مرارًا وتكرارًا من المحاكمة، وأجبروا على الاستماع إلى شهادات من غرف أخرى في المحكمة.
قام أفراد من عائلة مانسون بالتخييم خارج قاعة المحكمة، وقاموا بوقفة احتجاجية في زاوية الشارع، لأنهم تم استبعادهم من قاعة المحكمة لكونهم مخربون. كما قام بعض أتباع مانسون بنحت الصلبان المعقوفة في رؤوسهم.
في أحد الأيام، ظهر أفراد عائلة مانسون في أردية البوذيين الدينية، وهددوا بالتضحية بأنفسهم إذا أدين مانسون -تمامًا كما فعلت الراهبات في فيتنام احتجاجًا على الحرب.
قدمت الدولة العشرات من الشهود خلال المحاكمة. ومع ذلك، كانت شاهدتها الرئيسية هي ليندا كاسابيان، التي كانت حاضرة خلال جرائم قتل تيت في 8-9 أغسطس 1969. قدمت كاسابيان شهادة مصورة عن جرائم قتل تيت، والتي لاحظتها من خارج المنزل. كانت أيضًا في السيارة مع مانسون في المساء التالي، عندما أمر بقتل لابيانكا. أمضى كاسابيان أيامًا على منصة الشهود، واستجوبها محامو المتهمين.
في أوائل أغسطس 1970، قال الرئيس ريتشارد نيكسون للصحفيين أنه يعتقد أن مانسون مذنب في جرائم القتل، «إما بشكل مباشر أو غير مباشر». حصل مانسون على صحيفة تظهر تصريح نيكسون، ورفعها إلى هيئة المحلفين.
ثم انتقل محامو المتهمين إلى المحاكمة، زاعمين أن موكليهم قتلوا عددًا أقل بكثير من «آلة نيكسون الحربية في فيتنام». أجرى القاضي تشارلز هـ.أولدر استجوابًا لكل عضو من أعضاء هيئة المحلفين بشكل منفصل، لتحديد ما إذا كان كل محلف قادرًا على رؤية العنوان، وما إذا كان يؤثر على قدرته على اتخاذ قرار مستقل في القضية. أخبر جميع المحلفين القاضي أنه لا يزال بإمكانهم اتخاذ قرار مستقل.
بعد ذلك بوقت قصير، وقفت المتهمات الثلاث -أتكينز، وكرينوينكل وفان هوتن -في منتصف المحاكمة وهتفوا في الوقت نفسه، «يقول نيكسون أننا مذنبون. فلماذا نستمر في المحاكمة؟» قام القاضي بإخراج المتهمين من القاعة.
في 5 أكتوبر 1970، حاول مانسون قتل القاضي أثناء وجود هيئة المحلفين في الغرفة. هدد مانسون أولاً القاضي، ثم قفز فوق طاولة محاميه بقلم رصاص حاد، في اتجاه القاضي. تم تقييد مانسون قبل أن يتمكن من الوصول إلى القاضي. بينما كان يُخرج من قاعة المحكمة، صرخ مانسون أمام القاضي، «باسم العدالة المسيحية، يجب أن يقطع شخص ما رأسك!».
في هذه الأثناء، وقفت المدعى عليهن -أتكينز، وكرينوينكل وفان هوتن -وبدأوا يرددون شيئًا باللاتينية. بدأ القاضي بحمل مسدس عيار 0.38 إلى المحاكمة بعد ذلك.

### مرافعة مانسون
مباشرة بعد أن استأنف محامي المتهمين قضيتهم، صاحت المدعى عليهن الثلاث، فان هوتن، وكرينوينكل، وأتكينز أنهم يريدون الإدلاء بشهادتهم. نصح محاموهم المحكمة، في الغرف، أنهم يعارضون شهادة موكليهم. على ما يبدو، أرادت المدعى عليهن الإدلاء بشهادة وإبلاغ المحكمة بأن مانسون ليس له علاقة بجرائم القتل.
في اليوم التالي، أعلن مانسون نفسه أنه يريد أيضًا الشهادة. سمح القاضي مانسون للشهادة خارج حضور هيئة المحلفين. وذكر ما يلي:
«هؤلاء الأطفال الذين يأتون إليكم بالسكاكين هم أطفالكم. لقد علمتموهم. لم أعلمهم. لقد حاولت فقط مساعدتهم على الوقوف. معظم الأشخاص في المزرعة الذين تسمونهم العائلة كانوا مجرد أشخاص لا تريدونهم».
تابع مانسون:
«أنا أعلم هذا: في قلوبكم وأرواحكم مسؤولية عن حرب فيتنام بقدر ما أنا مسؤول عن قتل هؤلاء الناس.... لا يمكنني الحكم على أي منكم. ليس لدي أي احقاد ضدكم. لكن أعتقد أن الوقت قد حان لأن تبدأوا جميعًا بالنظر إلى أنفسكم، والحكم على الكذبة التي تعيشون فيه».
اختتم مانسون، مدعيا أن النظام الذين يعيشون فيه هو نظام عنيف وغير عادل من الأساس:
«والدي هو السجن. والدي هو نظامك. أنا فقط الشخص الذي صنعه هذا النظام. أنا مجرد انعكاس للنظام... تريد قتلي؟ ها! أنا ميت بالفعل. لقد أمضيت ثلاثة وعشرين عامًا في المقابر التي قمتم ببنائها».
بعد أن انتهى مانسون من التحدث، عرض القاضي السماح له بالشهادة أمام هيئة المحلفين. رد مانسون أنه ليس من الضروري. ثم أخبر مانسون المدعى عليهن أنهن لم يعدن بحاجة للشهادة.
في 30 نوفمبر 1970، فشل محامي ليزلي فان هوتين، رونالد هيوز، في المثول أمام المرافعات الختامية في المحاكمة. وعثر عليه ميتا في وقت لاحق في حديقة ولاية كاليفورنيا. كان جسده متحللاً بشكل سيئ، وكان من المستحيل معرفة سبب الوفاة. اختلف هيوز مع مانسون خلال المحاكمة، حيث اتخذ موقفًا مؤداه أن موكلته، فان هوتين، لا ينبغي أن تشهد امام الادعاء بأن مانسون لم يكن له علاقة بجرائم القتل. ونتيجة لذلك، زعم الكثيرون أن هيوز ربما يكون قد قتل من قبل عائلة مانسون.
في 25 يناير 1971، وجدت هيئة المحلفين أن مانسون وكرينوينكل وأتكينز مذنبون بارتكاب جريمة قتل من الدرجة الأولى في جميع عمليات القتل السبع. وجدت هيئة المحلفين أن فان هوتين مذنبة بارتكاب جريمة قتل من الدرجة الأولى في عمليات القتل في لابيانكا.

### الحُكم
بعد الإدانات، عقدت المحكمة جلسة منفصلة أمام نفس هيئة المحلفين لتحديد ما إذا كان ينبغي الحكم على المتهمين بالإعدام.
خلال مرحلة العقوبة في المحاكمة، اتخذت كل من المتهمات الثلاث، أتكينز، وفان هوتن، وكرينوينكل، الموقف. قدموا تفاصيل مصورة عن جرائم القتل وشهدوا أن مانسون لم يكن متورطًا. وفقا للمتهمات، فقد ارتكبوا الجرائم لمساعدة زميله في عائلة مانسون بوبي بوسوليل على الخروج من السجن، حيث تم احتجازه بتهمة قتل غاري هينمان. وشهدت المدعى عليهن أن جرائم قتل تيت لابيانكا كان القصد منها أن تكون جرائم «مقلدة»، على غرار مقتل هينمان. ادعى أتكينز وكرينوينكل وفان هوتين أنهم فعلوا ذلك بتوجيه من الشاهدة الرئيسية للولاية ليندا كاسابيان.
وخلال شهادتهم، لم يعرب أي من هؤلاء المتهمين عن ندمهم لعمليات القتل رداً على أسئلة محاميهم.
في 4 مارس 1971، في منتصف مرحلة إصدار الحكم، قام مانسون بقص لحيته وحلق رأسه، قائلاً لوسائل الإعلام، «أنا الشيطان، والشيطان لديه رأس أصلع دائمًا!» ومع ذلك، هذه المرة، لم تحلق المدعى عليهن على الفور رؤوسهن. تكهن المدعي العام، فنسنت بوجليوسي، لاحقًا في كتابه، هيلتر سكيلتر، أنهم امتنعوا عن القيام بذلك، حتى لا يسيطر عليهم مانسون تمامًا.
في 29 مارس 1971، أعلنت هيئة المحلفين أنها توصلت إلى قرار بشأن عقوبة الإعدام. عندما قُدمت المدعى عليهن إلى قاعة المحكمة لاتخاذ القرار، قموا بحلق رؤوسهن، كما فعل مانسون. ثم أعلنت هيئة المحلفين قرارها بالحكم على جميع المتهمين الأربعة بالإعدام. قبل مغادرة قاعة المحكمة، صاحت المتهمة أتكينز أمام هيئة المحلفين، «من الأفضل أن تغلق أبوابكم وأن تراقبوا أطفالكم».
كانت محاكمة القتل في مانسون أطول محاكمة قتل في التاريخ الأمريكي عندما حدثت، واستمرت تسعة أشهر ونصف. جنبا إلى جنب مع قضية اختطاف تشارلز لندبرغ في الثلاثينيات وقضية أو. جي سيمبسون في التسعينات، كانت القضية أكثر القضايا الجنائية الأمريكية انتشارًا في القرن العشرين. تم حجز هيئة المحلفين لمدة 225 يومًا، أطول من أي هيئة محلفين أمامها. وبلغ حجم ملف القضية 31,716 صفحة.

## 1971 - 2017: السجن للمرة الثالثة

### ما بعد المحاكمة
تم قبول مانسون في سجن الولاية من مقاطعة لوس أنجلوس في 22 أبريل 1971، لسبع تهم بارتكاب جريمة قتل من الدرجة الأولى وتهمة واحدة من التآمر لارتكاب جريمة قتل في أبيجيل آن فولجر، فويتش فريكووسكي، ستيفن إيرل بارنت، شارون تيت، جاي سيبرينغ ولينو وروزماري لابيانكا.
عندما أصبحت عقوبة الإعدام بأنها غير دستورية في عام 1972، كان مانسون محكومًا بالسجن مدى الحياة مع إمكانية الإفراج المشروط. تم تعديل حكم الإعدام الأصلي إلى سجن مدى الحياة في 2 فبراير 1977.
في 13 ديسمبر 1971، أدين مانسون بجريمة قتل من الدرجة الأولى في محكمة مقاطعة لوس أنجلوس بتهمة وفاة الموسيقي غاري هينمان في 25 يوليو 1969. كما أدين بجريمة قتل من الدرجة الأولى عن وفاة دونالد جيروم «شورتي» شي في أغسطس 1969. ذكرت حاشية على استنتاج كاليفورنيا ضد أندرسون، قرار عام 1972 الذي حيد أحكام الإعدام في كاليفورنيا، أنه «يمكن لأي سجين يخضع الآن لعقوبة الإعدام ... أن يقدم التماساً لأمر إحضار أمام المحكمة العليا يدعو إلى ذلك المحكمة بتعديل حكمها بحيث تنص على العقوبة البديلة المناسبة للسجن مدى الحياة أو السجن مدى الحياة دون إمكانية الإفراج المشروط الذي يحدده القانون عن الجريمة التي حكم عليها بالإعدام».
هذا جعل مانسون مؤهلا للتقدم بطلب للإفراج المشروط بعد سبع سنوات من السجن. وبناءً على ذلك، عُقدت جلسة الإفراج المشروط الأولى في 16 نوفمبر 1978 في منشأة كاليفورنيا الطبية في فاكافيل، ورُفض التماسه.

### الثمانينات – التسعينات
في الثمانينات، أجرى مانسون أربع مقابلات مع وسائل الإعلام. الأولى، تم بثها في 13 يونيو 1981 بواسطة توم سنايدر لبرنامج «ذا تومورو شوو» على قناة أن بي سي.
الثانية، تم تسجيلها في سجن ولاية سان كوينتين وتم بثها في 7 مارس 1986، بواسطة تشارلي روز لبرنامج نايت واتش على قناة سي بي أس، وفاز بجائزة إيمي لأفضل مقابلة في عام 1987.
الثالثة، مع جيرالدو ريفيرا في عام 1988، الصحفي المختص بشؤون عبادة الشيطان.
الرابعة، مع نيكولاس شريك من أجل فيلمه الوثائقي عنه في عام 1989. وخلص شريك إلى أن مانسون لم يكن مجنونًا بل كان يتصرف بهذه الطريقة فقط بسبب الإحباط.
في 25 سبتمبر 1984، تم سجن مانسون في منشأة كاليفورنيا الطبية في فاكافيل عندما سكب النزيل جان هولمستروم مادة مخفف الطلاء عليه وأضرم النار فيه، مما تسبب في حروق من الدرجة الثانية والثالثة على أكثر من 20% من جسده. وأوضح هولمستروم أن مانسون أستهزئ بالمعتقدات الهندوسية وهدده شفهياً.
بعد عام 1989، تم نقل مانسون لوحدة الإسكان الوقائي في سجن ولاية كاليفورنيا، كوركوران، في مقاطعة كينغز. تضم الوحدة السجناء الذين المعرضة سلامتهم للخطر. وقد تم نقله أيضًا في سجن ولاية سان كوينتين، مرفق كاليفورنيا الطبي في فاكافيل، سجن ولاية فولسوم وسجن ولاية بيليكان باي. في يونيو 1997، وجدت لجنة تأديبية في السجن أن مانسون كان يتاجر بالمخدرات. في شهر أغسطس تم نقله من سجن ولاية كوركوران إلى سجن ولاية بيليكان باي.

### 2000 – 2017
في 5 سبتمبر 2007، بثت قناة إن بي سي نسخة كاملة من مقابلة عام 1987 في سجن سان كوينتين بولاية كاليفورنيا. كانت لقطات مانسون «غير المقيد وغير المعتذر وغير المنضبط» قد اعتبرت «لا تصدق» لدرجة أن سبع دقائق فقط منها تم بثها في الأصل اليوم، والتي تم تسجيلها.
في مارس 2009، تم نشر صورة لمانسون بلحية الرمادية المتشابكة وشعره غير المصفف، ووشم الصليب المعقوف الذي لا يزال بارزًا على جبهته.
في عام 2010، ذكرت صحيفة لوس أنجلوس تايمز أن مانسون تم العثور معه على هاتف خلوي في عام 2009 واتصل بأشخاص في كاليفورنيا ونيوجيرسي وفلوريدا وكولومبيا البريطانية. ذكر متحدث باسم إدارة السجون في كاليفورنيا أنه من غير المعروف ما إذا كان مانسون قد استخدم الهاتف لأغراض إجرامية.
سجل مانسون أيضًا ألبومًا في السجن، لكن لا يزال غير منشور.

## المرض والوفاة
في 1 يناير 2017، كان مانسون يعاني من نزيف معوي في سجن ولاية كاليفورنيا في كوركوران عندما تم نقله إلى مستشفى ميرسي في وسط مدينة بيكرسفيلد. وقال مصدر لصحيفة لوس أنجلوس تايمز إن مانسون كان مريضاً بشكل خطير، وأفادت TMZ أن أطبائه اعتبروه «ضعيفًا جدًا» من أجل الجراحة.
أُعيد إلى السجن في 6 يناير / كانون الثاني، ولم يتم الكشف عن طبيعة علاجه. في 15 نوفمبر 2017، قال مصدر غير مصرح به أن مانسون عاد إلى مستشفى في بيكرسفيلد، لكن إدارة كاليفورنيا للإصلاحات والتأهيل لم تؤكد ذلك بما يتوافق مع قوانين الخصوصية الطبية الفيدرالية والخاصة بالولاية. توفي بسبب السكتة القلبية الناتجة عن فشل في التنفس وسرطان القولون في المستشفى في 19 نوفمبر. ذكر ثلاثة أشخاص عزمهم على المطالبة بملكية وجثة مانسون. ذكر حفيد مانسون جيسون فريمان نيته الاستيلاء على رفات مانسون والأمتعة الشخصية. زعم صديق مانسون بن جوريكي أن لديه مانسون بتاريخ يناير 2017 والذي يعطي العقار وجثة مانسون لماثيو روبرتس، وهو ابن آخر مزعوم لمانسون. في عام 2012، أجرت قناة سي ان ان فحصًا للحمض النووي لمعرفة ما إذا كان فريمان وروبرتس مرتبطين ببعضهما البعض ووجدوا أنهما ليسا مرتبطين. وفقًا للقناة، فشلت محاولتان سابقتان لمطابقة الحمض النووي الخاص بروبرتس مع مانسون، ولكن تم الإبلاغ عن نتائج سلبية.
في 12 مارس 2018، قررت المحكمة العليا في مقاطعة كيرن في كاليفورنيا تسليم فريمان بجسد مانسون. أحرق فريمان جثة مانسون في 20 مارس 2018.

## الحياة الشخصية

### العلاقات وأطفاله المزعومين
في عام 2009، أصدر ماثيو روبرتس مراسلات وأدلة أخرى تشير إلى أنه قد يكون ابن مانسون البيولوجي. تدعي والدة روبرتس البيولوجية أنها كانت عضوًا في عائلة مانسون التي غادرتها في منتصف عام 1967 بعد تعرضها للاغتصاب على يد مانسون. وعادت إلى منزل والديها لإكمال الحمل، وولدت في 22 مارس 1968، وعرضت روبرتس للتبني. أجرت سي ان ان اختبار الحمض النووي بين ماثيو روبرتس وحفيد مانسون البيولوجي المعروف جايسون فريمان في عام 2012، موضحا أن روبرتس وفريمان لم يتشاركا الحمض النووي.
في عام 2014، تم الإعلان عن أن مانسون كان مخطوبًا لأفتون إلين بيرتون البالغة من العمر 26 عامًا وحصل على رخصة زواج في 7 نوفمبر.
أطلق مانسون على بيرتون لقب «ستار». كانت تزوره في السجن لمدة تسع سنوات على الأقل وشاركت في العديد من المواقع الإلكترونية التي كانت تعتقد ببراءته.
انتهت صلاحية رخصة الزفاف في 5 فبراير 2015 بدون حفل زواج. ذكر الصحفي دانيال سيمون أن الزفاف ألغي بعد أن اكتشف مانسون أن بيرتون أراد الزواج منه فقط حتى تتمكن هي وصديقه كريج هاموند من استخدام جثته كمعلم سياحي بعد وفاته.
وفقًا لسيمون، اعتقد مانسون أنه لن يموت أبدًا وربما استخدم ببساطة إمكانية الزواج كوسيلة لتشجيع بيرتون وهاموند على مواصلة زيارته وتقديم الهدايا له. وقالت بورتون على موقعها على الإنترنت إن سبب عدم الزواج كان مجرد لوجستي. كان مانسون يعاني من عدوى وكان في مرفق طبي بالسجن لمدة شهرين ولم يتمكن من استقبال الزوار. وقالت إنها لا تزال تأمل في تجديد رخصة الزواج وأن يتم الزواج.

### الحالة النفسية
في 11 أبريل 2012، مُنع مانسون من الإفراج عنه في جلسة الإفراج المشروط الثانية عشرة، التي لم يحضرها. بعد جلسة الإفراج المشروط في 27 مارس 1997، رفض مانسون حضور أي من جلساته اللاحقة. ولاحظت اللجنة في جلسة الاستماع هذه أن مانسون كان لديه «تاريخ من السلوك السيئ» و «مشاكل الصحة العقلية» بما في ذلك الفصام والاضطراب الوهمي بجنون العظمة، وكان خطرًا كبيرًا للغاية بحيث لا يمكن الإفراج عنه.
ولاحظت اللجنة أيضًا أن مانسون قد تم كتابة 108 تقارير عن انتهاكه القواعد، ولم يكن لديه أي إشارة إلى الندم، ولا نظرة ثاقبة على العوامل المسببة للجرائم، وافتقر إلى فهم حجم الجرائم، وكان لديه تجاهل استثنائي وقاسي للمعاناة الإنسانية ولم يكن لديه خطط الإفراج المشروط. في 11 أبريل 2012، في جلسة الإفراج المشروط، تقرر أن مانسون لن يعاد النظر فيه للإفراج المشروط لمدة 15 عامًا أخرى، أي ليس قبل 2027، في ذلك الوقت كان قد بلغ 92 عامًا.

## الإرث

### في الثقافة
ابتداء من يناير 1970، أطلقت عليه صحف لوس أنجلوس اليسارية لقب «رجل العام».

### في الموسيقى
كان مانسون موسيقيًا مغمورًا، سعى إلى الشهرة في هوليوود بين عامي 1967 و1969. قامت فرقة بيتش بويز بغناء إحدى أغانيه. تم إصدار أغانٍ أخرى بشكل علني فقط بعد بدء محاكمته. في 6 مارس 1970.
خلال الشهرين المقبلين، تم بيع حوالي 300 نسخة فقط من أصل 2000 نسخة من ألبومه الوحيد.

### الأفلام الوثائقية
- 1973: مانسون، إخراج روبرت هندريكسون ولورانس ميريك.
- 1989: تشارلز مانسون النجم الساطع، إخراج نيكولاس شريك.
- 2014: الحياة بعد مانسون، إخراج أوليفيا كلاوس.
- 2017: مانسون: داخل عقل رجل مجنون.
- 2017: القتل جعلني مشهورًا، تشارلز مانسون: ماذا حدث؟
- 2017: داخل عبادة مانسون: الأشرطة المفقودة.
- 2017: تشارلز مانسون: الكلمات الأخيرة، التي رواها روب زومبي، تركز على جرائم قتل عائلة مانسون من وجهة نظر مانسون، من إخراج جيمس بودي داي.
- 2018: داخل عبادة مانسون: الأشرطة المفقودة، التي رواها لييف شرايبر، التي تكشف خبايا عائلة مانسون.
- 2019: عشت مع قاتل: عائلة مانسون. تناقش ديان ليك ما شاهدته عن «فلسفة الهبي للسلام والحب» لدى مانسون حيث أصبحت «مظلمة وخطيرة وشريرة».
- 2019: تشارلز مانسون: الجنازة، إخراج جيمس بادي داي.
- 2019: مانسون: المرأة، إخراج جيمس بودي داي.

### أفلام مستوحاة من مانسون
- 1976: هيلتر سكيلتر -دراما تلفزيونية.
- 1984: أفلام عائلة مانسون، دراما سينمائية.
- 1990: عائلة مانسون، أوبرا موسيقية لجون موران.
- 1990: القتلة، برودواي الموسيقية مع إشارات إلى مانسون.
- 1992: بن ستيلر شوو، عرض مسرحي هزلي مع مانسون كشخصية متكررة صورها بوب أودينكيرك.
- 1998: «عيد ميلاد سعيد، تشارلي مانسون!»، حلقة من ساوث بارك تتمحور حول مانسون.
- 2003: سيرك الموت، رواية تتضمن أنشطة عائلة مانسون كنقطة مؤامرة رئيسية.
- 2003: عائلة مانسون، فيلم رعب درامي عن الجريمة يتمحور حول عائلة مانسون.
- 2004: هيلتر سكيلتر، فيلم جريمة عن عائلة مانسون وعن ليندا كاسابيان
- 2006: العيش بغرابة! الموت بغرابة!، فيلم رسوم متحركة مبني على جرائم عائلة مانسون.
- 2014: منزل مانسون، فيلم عن السيرة الذاتية يركز على حياة تشارلز مانسون من طفولته حتى اعتقاله.
- 2014: هونكي هولوكوست، فيلم واقعي بديل حيث أشعلت عائلة مانسون بنجاح حرب السباق التي تنبأ بها هيلتر سكيلتر وخرجت من ملجأها تحت الأرض لمواجهة السود الآن في السلطة.
- 2015: عطلة عائلة مانسون.
- 2015–16: Aquarius، مسلسل درامي يتضمن قصصًا مستوحاة من الأحداث الفعلية التي شملت قصة مانسون.
- 2016: البنات، رواية إيما كلاين مستوحاة فضفاضة من قبل عائلة مانسون.
- 2017-: Mindhunter، ظهر في الحلقة الأولى من الموسم الأول كحالة دراسة. وظهر مانسون في الموسم الثاني.
- 2017: قصة الرعب الأمريكية: الطائفة، الموسم السابع.
- 2018: تشارلي يقول، فيلم تمحور حول مانسون وثلاثة من أتباعه.
- 2019: مطاردة شارون تيت، من إخراج دانيال فاراندز، الفيلم يدور حول اليوم الأخير في حياة شارون تيت.
- 2019: ذات مرة في هوليوود، من إخراج كوينتين تارانتينو، كان مانسون وعائلته من ضمن أحداث قصة الفيلم.

## اقتباسات تشارلز مانسن
- أنت تعرف ذلك، منذ وقت طويل كان هنالك معنى لكلمة مجنون. الآن كل الناس مجانين.
- نحن كلنا عبارة عن السجون الخاصة بنا، نحن كل الحراس الخاصين بنا ونحن نصنع وقتنا. لا أستطيع أن أحكم على أي شخص آخر. ما يفعله أي شخص آخر هو شأن لا يخصني حقًا طالما أنهم لا يحاولون التقدم والتأثير علي. السجن هو في عقلك. ألا ترون أني حر؟
- طالما أن هنالك كُره في قلبك، سيكون هنالك كُره في العالم. لن يمكنك المحاربة من أجل السلام ولن تستطيع الحصول على الحرية.
- الكثير من منكم يا معشر الشباب، وحتى لو أنكم التحقتم بالجامعة، فأنتم لا تدركون أن المحكمة. أن المحكمة هي محكمة الملوك وسادة العالم. نحن ككائنات بشرية يمكن أن نستدعي الأرض هنا المُسماة بالولايات المتحدة الأمريكية. وسبب أن النظام الخاص بنا خُلِّد بتلك الطريقة هو بسبب كل القوى في أوروبا وإنجلترا وفي كل الحكومات الملكية وكل أولئك الناس الكبار: لقد تجاوزنا هذا وبدأنا عالمًا آخر حيث يملك كل شخص في الولايات المتحدة تلك القوة بسبب أنه امتلك تلك المحكمة.
- ربما أكون واحدًا من أكثر الرجال خطورة في العالم لو أردت هذا، لكني لم أرد أي شيء قط إلا أن أكون نفسي. سيكون من الأفضل لو أني قتلت أربعمائة أو خمسمائة إنسان. كنت سأشعر وقتها بحال أفضل. وكنت سأشعر وقتها بأني قدمت للمجتمع شيئًا جليلاً.

## روابط خارجية
- تشارلز مانسن على موقع IMDb (الإنجليزية)
- تشارلز مانسن على موقع الموسوعة البريطانية (الإنجليزية)
- تشارلز مانسن على موقع ميوزك برينز (الإنجليزية)
- تشارلز مانسن على موقع إن إن دي بي (الإنجليزية)
- تشارلز مانسن على موقع ديسكوغز (الإنجليزية)
- تشارلز مانسن على موقع قاعدة بيانات الفيلم (الإنجليزية)